# Bains municipaux de Strasbourg
Les Bains municipaux de Strasbourg sont un établissement municipal de bains publics installé boulevard de la Victoire dans le quartier de la Neustadt à Strasbourg.
Les bains ont été construits entre 1905 et 1908 par l’architecte allemand Fritz Beblo et sont inscrits au titre des monuments historiques en 2000 et classés en 2017. Ils sont réhabilités en 2019-2021 par l’architecte François Chatillon.
Ils hébergent deux bassins, des bains romains avec saunas, hammams et bains d’eau chaude.
Les salles de bains et douches publiques initiales sont modifiées lors de la rénovation de 2019-2021 et un espace bien-être est rajouté.
La régie municipale des bains est confiée fin 2021 au groupe Equalia.

## Localisation
Ce bâtiment est situé au 10, boulevard de la Victoire, dans le quartier de la Krutenau, près de la Neustadt allemande de Strasbourg.

## Historique
La création d'un établissement de bains publics pour la saison hivernale est au cœur des enjeux politiques municipaux à Strasbourg depuis les années 1890. Les Bains municipaux (en allemand : Städtische Badeanstalt) de la ville ont été construits entre 1905 et 1908 auxquels s'ajoute une annexe médicale en 1910.
La signification historique de ces thermes est incontestable : il s’agit des derniers bains municipaux datant de la période wilhelminienne qui restent en usage et qui n’ont subi aucune modification majeure depuis leur construction.
L'édifice fait l'objet d'une inscription au titre des monuments historiques depuis 2000 et d'un classement depuis 2017.
Fin 2018, les bains sont fermés pour rénovation. En novembre 2021, l'établissement rouvre dans une version restaurée et rénovée.

## Rénovation
Dès 2015, un projet de rénovation se profile et une partie des activités cesse.
De fin 2018 à 2021, les Bains municipaux de Strasbourg sont fermés pour une rénovation d'envergure d'un coût de plus de 40 M€ entièrement financée par la Ville et l’Eurométropole de Strasbourg.
Les travaux sont pilotés par la SPL Deux-Rives pour la Ville de Strasbourg, menés par Eiffage Construction Alsace associé aux agences Chatillon Architectes et TNA Architectes, ainsi qu’au bureau d’études Quadriplus.
Ils visent à restaurer le patrimoine architectural et moderniser l'établissement en matière de normes techniques et environnementales.
Ainsi la consommation d’énergie thermique et électrique est réduite de 41 % et la consommation d’eau de 82 %, passant de 850 litres d’eau environ par baigneur à 150 l.
L'aménagement de nouveaux espaces et la réalisation d'extensions de la partie bien-être élargit l'offre.
La rénovation des Bains municipaux de Strasbourg s'achève en automne 2021 et l'établissement, dont la régie est désormais assurée par le groupe Equalia, rouvre ses portes le 8 novembre 2021.

## Architecture
Issu d’un projet sanitaire et social que l’Empire allemand avait déployé sur son territoire, la construction s’est terminée en 1908 et est l’œuvre de Fritz Beblo, architecte en chef de la ville de l’époque. Le batiment associe le béton armé, une approche moderne pour l'époque, mais évoque aussi dans les formes retenues et la décoration intérieure, aussi bien l'architecture néo-classique (ex. : colonnades) que le répertoire néorégionaliste. Il comprenait des douches publiques, deux piscines, des bains romains et divers espaces de sociabilité. L'opération de rénovation, menée de 2018 à 2021/2022, a conservé ces équipements en respectant l'architecture initiale, les matériaux, les peintures murales et les couleurs. Elle a adjoint également de nouveaux aménagements : une salle de fitness, une cuisine pédagogique, un spa ainsi que tout un complexe de saunas, de bains et douches dont une douche de flocons de neige et un bassin nordique. L’eau de ce bassin nordique, chauffée à 30 °C en hiver, permet de se baigner à l’air libre en plein cœur de la ville. L'ensemble comprend une cour et un jardin.

Architecture intérieure
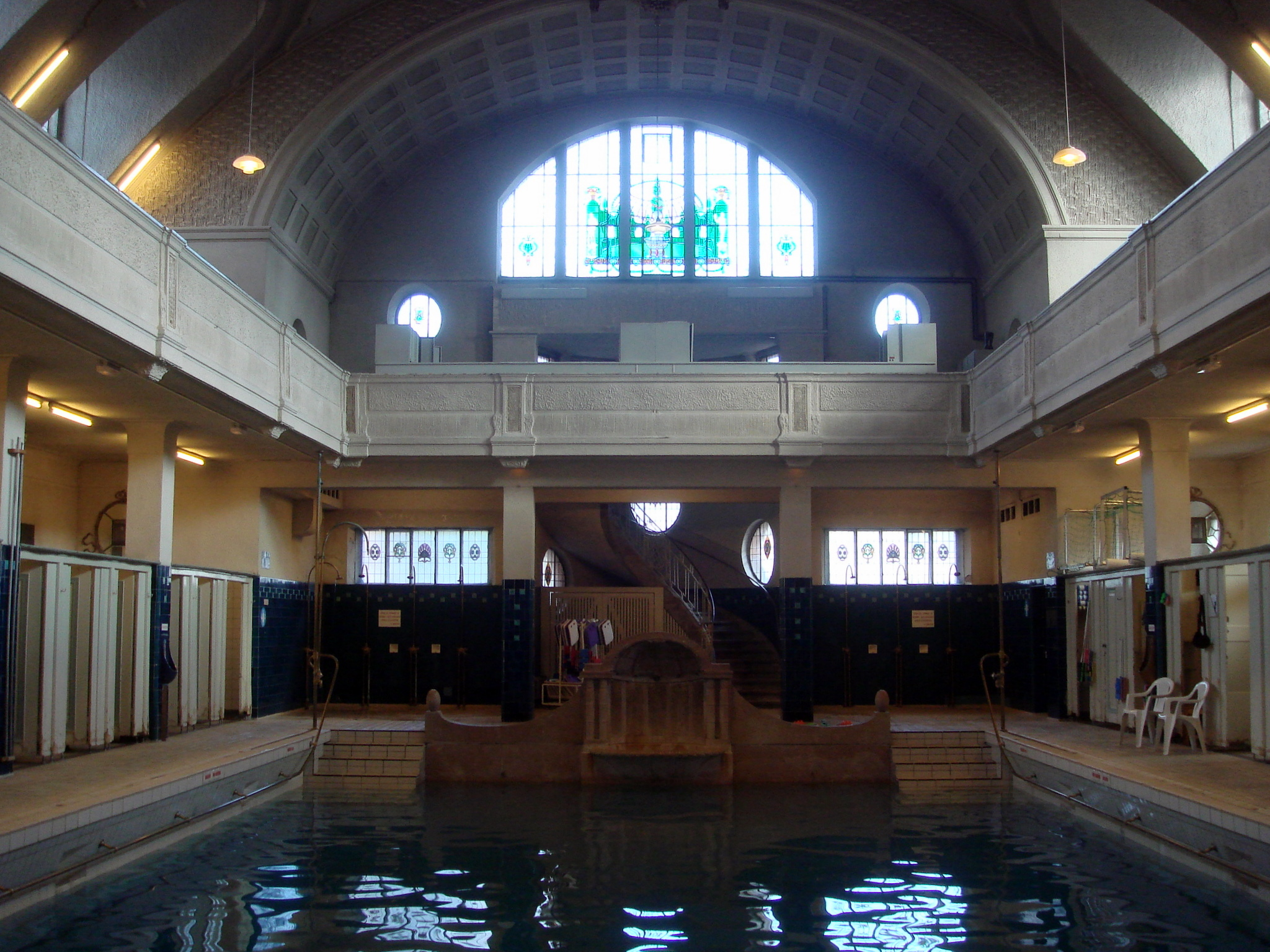
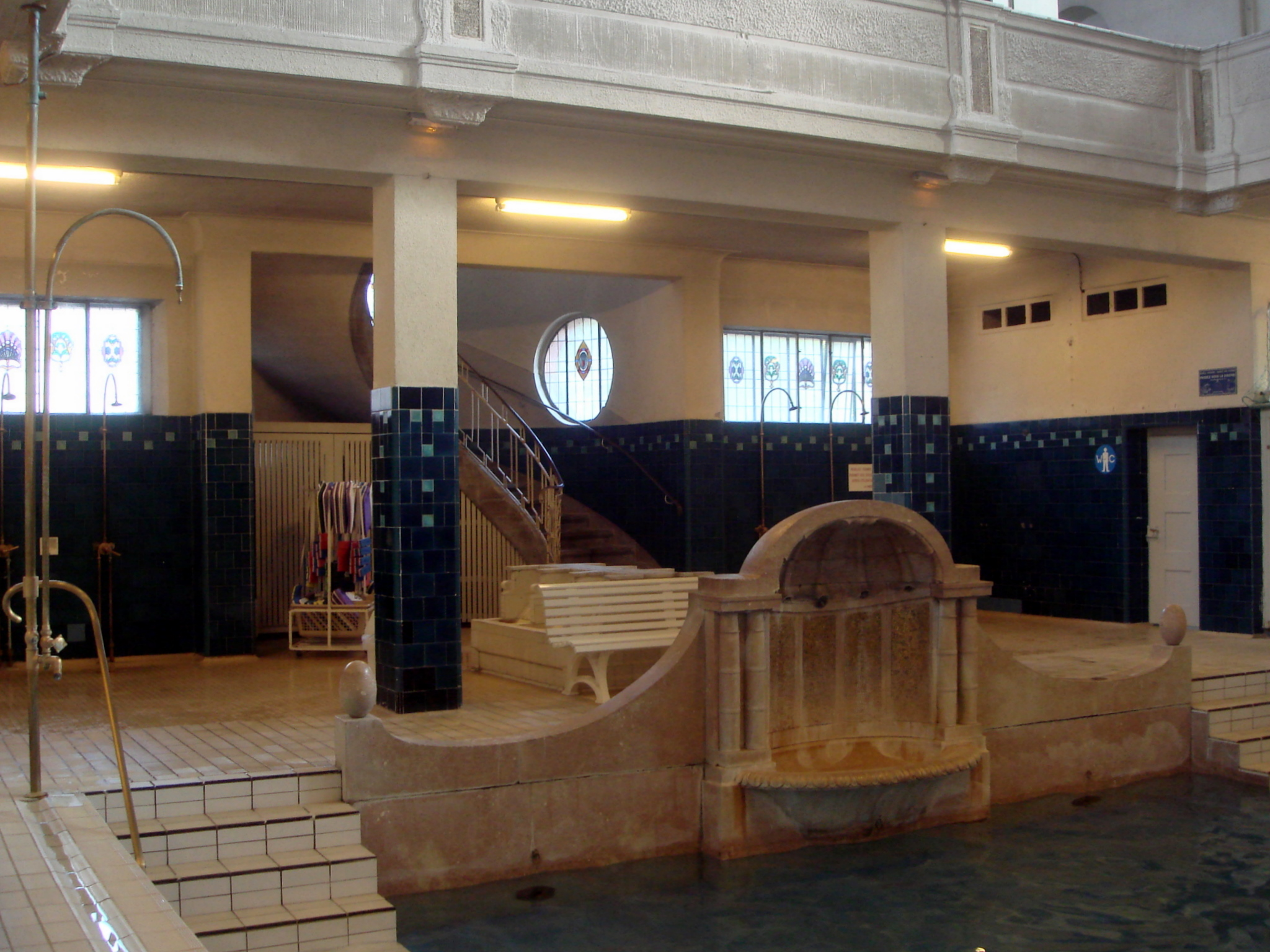
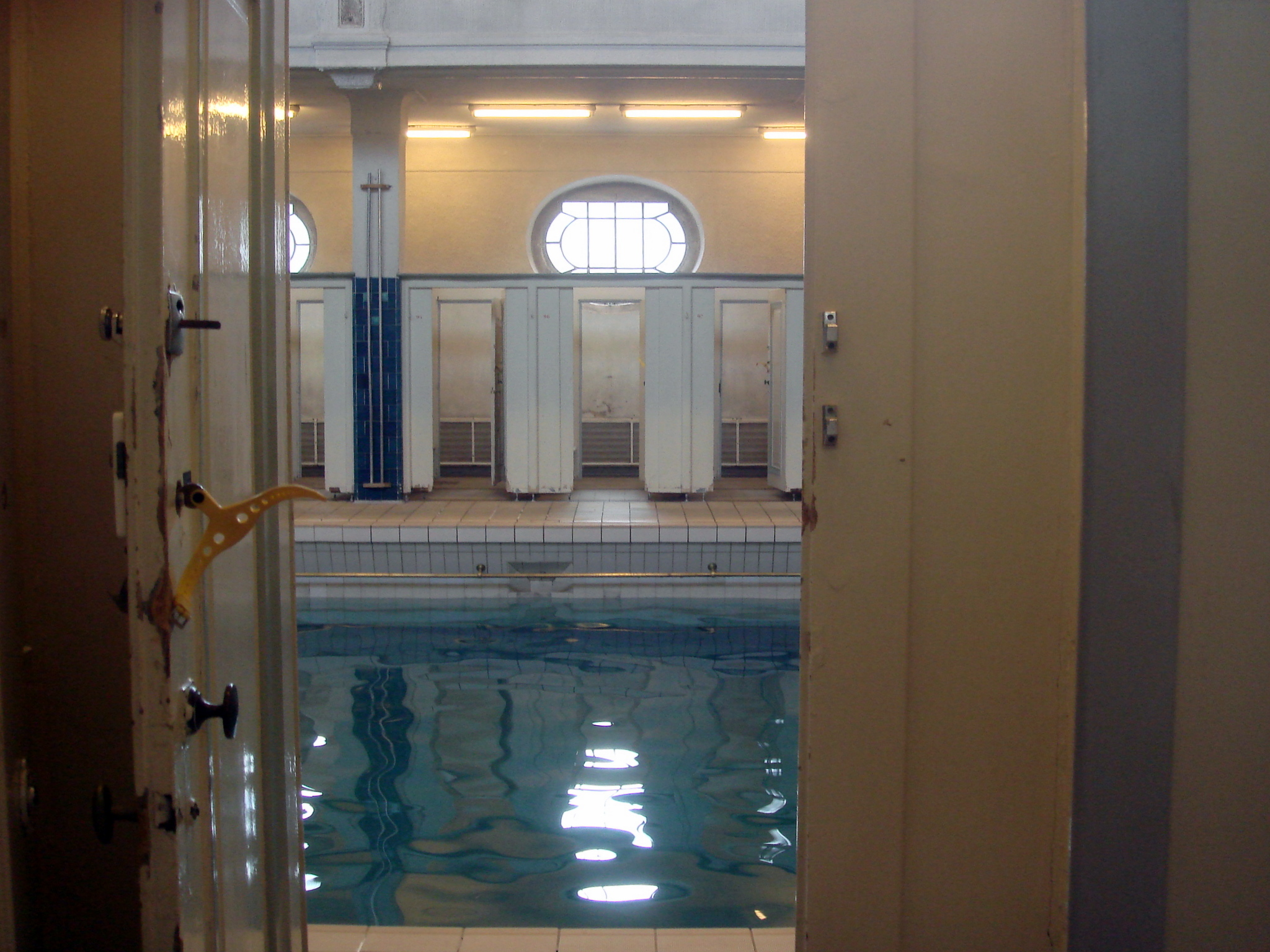
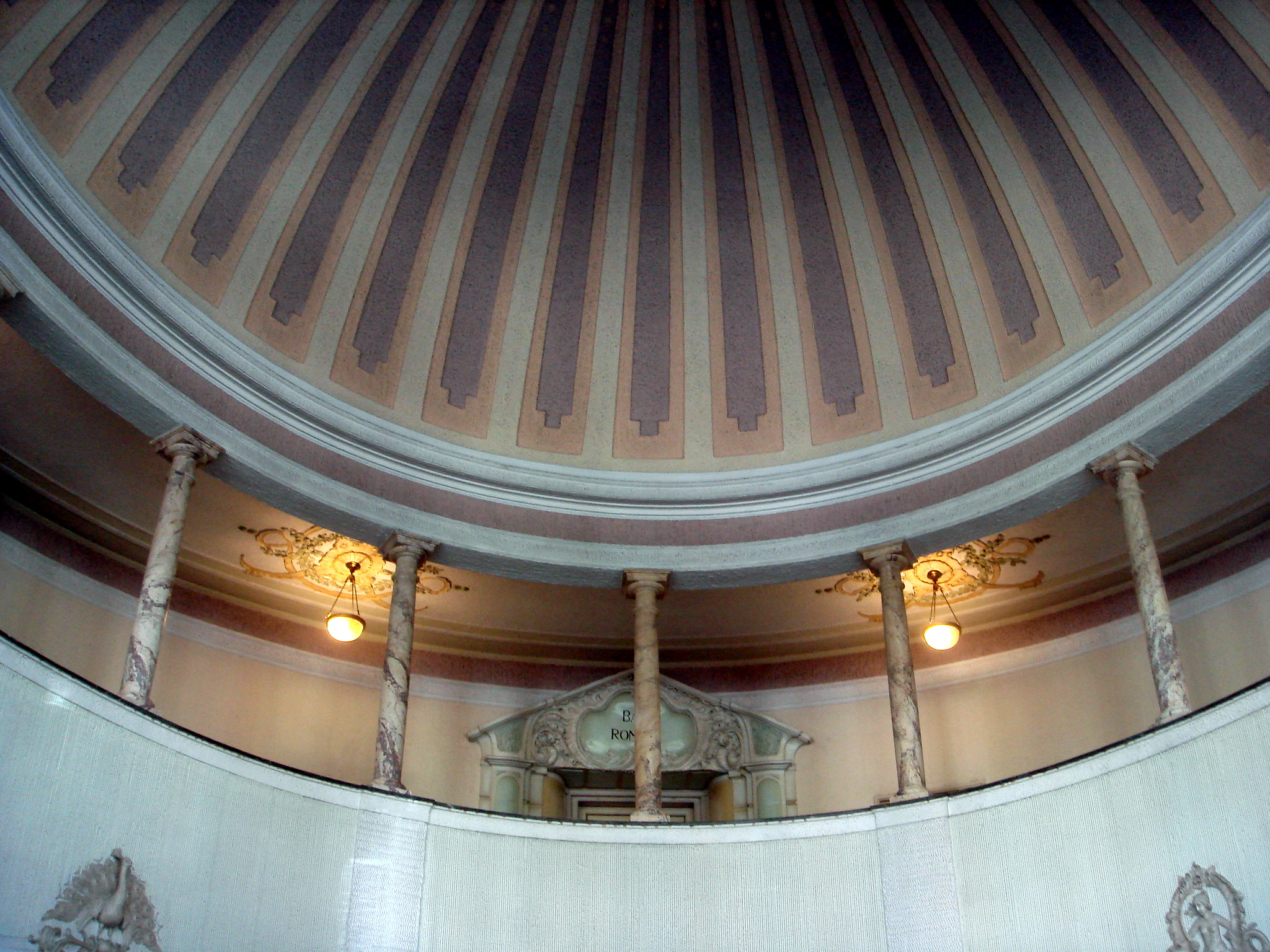

## Manifestations culturelles
En 1984, dans le cadre du festival Musica, le chœur vocal Harmonic Choir donne un concert, sur l'eau dans la piscine des bains municipaux.
Le 21 septembre 1986, l'œuvre Stimmung de Karlheinz Stockhausen (1968) est donnée par l'ensemble Electric Phoenix, toujours dans le cadre du festival Musica de Strasbourg.
Le 18 septembre 2016, le film Les Dents de la mer de Steven Spielberg est projeté dans les locaux de la piscine. Les spectateurs sont assis sur des chaises autour du bassin ou sur des bouées dans l'eau.
Fin octobre 2016, le clip de la chanson Madame tout le monde de Patricia Kaas est tourné dans les lieux.

### Liens
- Site officiel - Les Bains municipaux de Strasbourg
- La rénovation des Bains municipaux de Strasbourg, Eurométropole Strasbourg.

### Filmographie
- Balnéum. Mémoire des bains, film documentaire de Sophie Desgeorge, France 3, 2013